# Silz (Tyrolsko)
Silz je obec v Rakousku ve spolkové zemi Tyrolsko v okrese Imst.
Žije zde přibližně 2 600 obyvatel. K obci patří lyžařské středisko Kühtai. Důležitým prostředkem příjmu je pro Silz turistický ruch.

## Geografie
Silz se nachází v údolí Oberinntalu mezi městy Telfs a Imst. Zvláště chráněné území Silzer Innau je lužní les o rozloze 8,4 ha západně od obce, který je od roku 1997 chráněn zákazem vstupu v určitých měsících roku. Silz leží na severní straně Stubaiských Alp a na jeho území se nacházejí tři třítisícové vrcholy - Sulzkogel (3016 m n. m.), Hochreichkopf (3010 m n. m.) a Acherkogel (3007 m n. m.).
Obec má rozlohu 65,67 km², z toho šest procent je využíváno jako zemědělská půda, 30,0 % tvoří alpské louky a 27,7 % lesy, 32,6 % připadá na vysokohorské (skalní) oblasti.

### Geologie
Obec Silz leží na rovině na dně údolí mezi vápencovými a dolomitovými horami na severu a krystalickými horninami hor Pirchkogel a Amberg na jihu.
Asi před 20 000 lety, na vrcholu doby ledové, bylo údolí pohřbeno pod 1 500 metrů silným ledovcem, z něhož Pirchkogel sotva vyčníval. Ramena svahů, zaoblené vrcholy a ledovcové pruhy, které jsou na mnoha místech vidět na cestě k sedlu Silzer nebo v dolním kostele (kryptě) Petersbergu, poskytují nádherný pohled na práci ledovců. Po skončení doby ledové, zhruba před 12 000 lety, bylo údolí z velké části vyklizeno a následně zaplněno nánosy z bočních potoků a Innu. Na některých místech podél řeky Inn se tak nacházejí kameny z horního Engadinu, Pitztalu, Ötztalu, Lechtalských Alp a Tschirgantu. Zvláště nápadné jsou načervenalé pruhy v písku, které pocházejí z otěru granátových minerálů z Ötztalu.
Území obce Silz se však nerozkládá na jedné úrovni, ale lze rozlišit dolní úroveň ve výšce asi 565 m n. m. a horní úroveň ve výšce asi 650 m n. m. To ukazuje různé stáří údolních niv. Vyšší úroveň je zjevně sušší, není zásobována podzemní vodou, a proto byla osázena borovicí lesní. Teprve zavlažovací kanál z Ötztalu umožnil lepší využití oblasti.
Strmé skalní stěny na Grünbergu a na jižní straně Silzu jsou výsledkem práce ledovce. Ledovcový proud se zvláště silně prořezával v dolních partiích údolí, čímž vytvořil strmé tvary, které byly předpokladem pro vznik vodopádu. Svahy se však v důsledku strmosti staly nestabilními. Asi před 3000 lety tak došlo k mohutnému sesuvu části Tschirgantu do údolí vlivem silného zemětřesení; na rozdíl od Haimingu byl Silz těchto sesuvů ušetřen.

### Části obce
Území obce zahrnuje tyto dvě lokality (počet obyvatel k 1. 1. 2021):
- Kühtai (28)
- Silz (2542)

Obec se skládá z jediného stejnojmenného katastrálního území Silz, které má tvar osmičky a skládá se ze dvou velkých částí; severní části v údolí řeky Inn s obcí Silz uprostřed a jižní části, jejíž vrcholová oblast je obklopena třítisícovými vrcholy pohoří Kühtai. Obě části se setkávají téměř přesně na hřebeni místní hory Pirchkogel. Odtud získáte nejlepší přehled o oblasti obce Silzer. Zahrnuje vysokohorskou oblast Kühtai na jihu. V sedle Kühtai se rozkládají vysokohorské pastviny Iss, Hämerwald, Stockach a Zirmbach, na jihu pak údolí Finster, Längen, Mitter a Wörgetal. Na rozhraní těchto údolí sousedí obec Silz s oblastí Umhausen a Oetz. Pohled dolů k severu ukazuje, že Silz je jednou z mála vesnic v údolí řeky Inn, která neleží na náplavovém kuželu bočního potoka, ale uprostřed plochého dna údolí.

### Sousední obce
Obec sousedí
| Haiming  | Obsteg   | Mötz                                              |
| Oetz     |          | Stams                                             |
| Umhausen | Umhausen | Sankt Sigmund im Sellrain (okres Insbruck-venkov) |

## Historie

### Archeologické nálezy
Půda v Silzu donedávna odolávala pokusům získat z ní předměty, které by vzbudily zájem archeologů. Téměř úplnou absenci archeologických nálezů lze vysvětlit tím, že Silz je jednou z mála vesnic v údolí řeky Inn, která neleží na náplavovém kuželu bočního potoka, ale uprostřed plochého dna údolí.
Dno údolí Silz má jen velmi tenkou vrstvu humusu, pod kterou se nachází štěrk z Innu, což vytváří nepříznivé podmínky pro nálezy. Mnohem příznivější podmínky jsou v okolí hradu Petersberg, jehož exponovaná, vyvýšená poloha nabízela ideální podmínky pro osídlení již v pravěku. Dosud zde však nebyly učiněny žádné velkolepé objevy. Teprve v posledních letech se podařilo prehistorikům Thomasi Bachnetzerovi a Burkhardu Weishäuplovi doplnit skromné archeologické dědictví v Silzu o značný počet artefaktů. Zejména ve vysokohorských oblastech v okolí Kühtai, konkrétně v údolích Nedertal, Längental a Wörgetal, bylo možné shromáždit archeologické nálezy z mnoha období pravěku. Nejstarší z nich pocházejí z období mezolitu.

### Historie osídlení

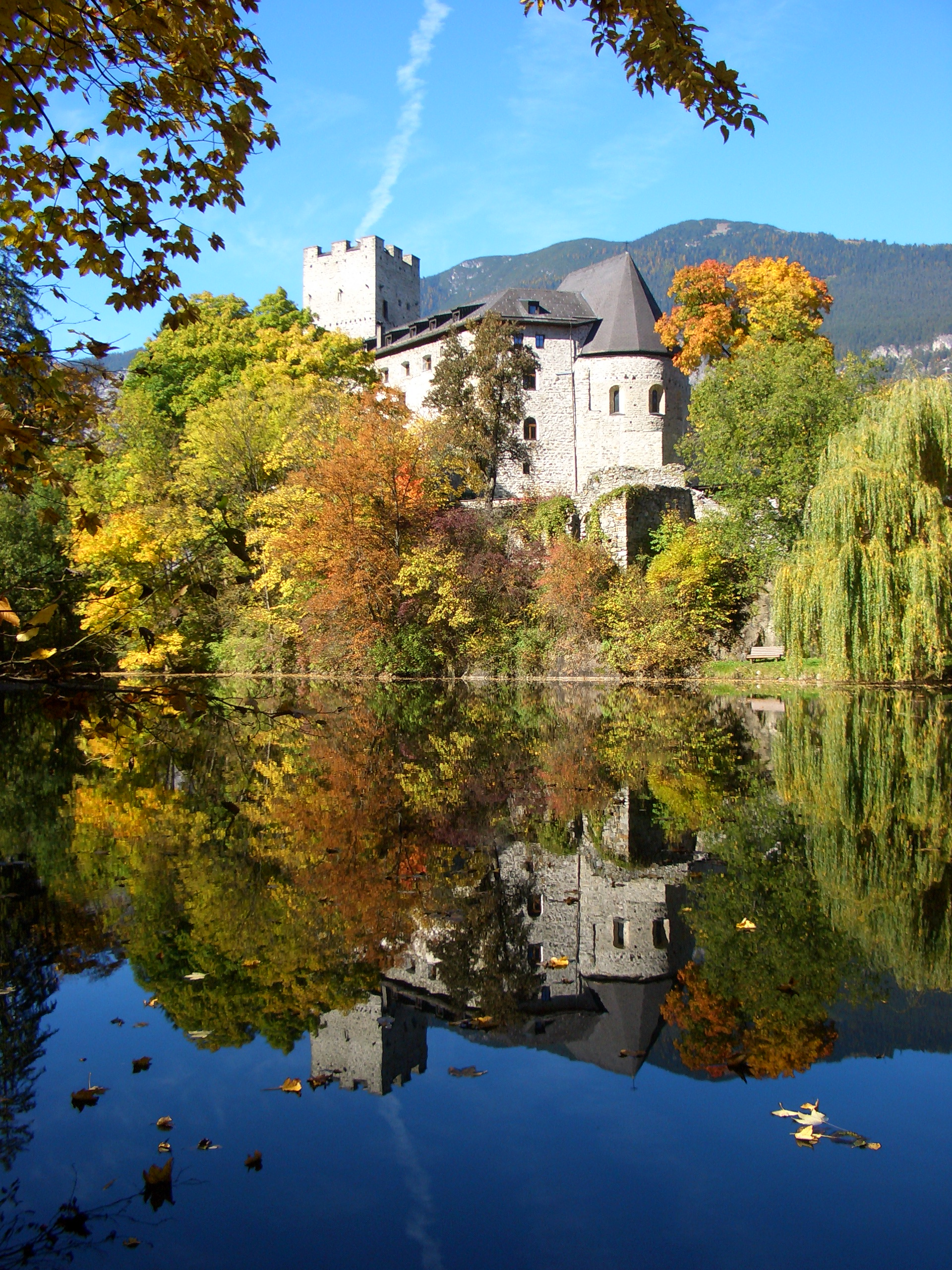
Hrad St. Petersberg

Již na konci 13. století existují důkazy o plánovaném venkovském osídlení hlavního města Silz, které lze díky svým ekonomickým a sociálním strukturám označit jako vesnici. První, i když zatím spíše mlhavou představu o rozsahu tohoto osídlení poskytuje urbář hraběte Menharda II. Tyrolského z roku 1288, který jako hospodářské jednotky vesnice Silz uvádí čtyři léna a 19 komorních statků, kromě toho dva dvory, dva mlýny a další statek. Tento vlastnický status nebyl po celou dobu neměnný, ale podléhal neustálým změnám. V 17. století byly Burgfrieden ze Sankt Petersbergu, statky patřící Widumům a statek v Kühtai nejrozsáhlejšími statky v obci Silz. Tyto oblasti a dalších 43 statků s 27 lény a 81 obydlími tvořily daňovou obec Silz.
V tereziánském katastru z roku 1778 jsou již jasně rozpoznatelné základní struktury dnešní obce. V té době bylo v Silzu 94 domů, které spolu s novým kostelem postaveným v roce 1848 utvářely vzhled obce. V roce 1850 žilo v Silzu (bez Petersbergu a statku ve Wolfsgruben) již 1140 lidí ve 131 domech.
Stísněné životní podmínky a ekonomické potíže přiměly v roce 1857 několik rodin ze Silzu k emigraci do Peru. Společnost přátel Pozuzo, založená v roce 1983, udržuje čilé kontakty s potomky zakladatelů kolonie.
Výstavba arlberské železnice v letech 1882/83 přinesla Silzu očekávaný rozmach a zajistila spojení s metropolemi rakousko-uherské monarchie. Přesto si obec až do poloviny 20. století zachovala svůj zemědělský a malo obchodní charakter.
Po roce 1950 se Silz rozšířil, zejména na východ. V posledních desetiletích zmizelo v centru Silzu několik domů. V roce 1986 byla v Silzu ustavena pracovní skupina pro obnovu vesnice, které se podařilo oživit vesnické struktury.

### Silz ve středověku
Údajná první zmínka o Silzu jako o "Silles" v darovací listině vévody Jindřicha Lva ve prospěch opatství Wilten z roku 1166 se ve skutečnosti zakládá na vědeckém podvrhu Josepha von Hormayra z doby před rokem 1838. Silz je jako vesnice uváděn v prvním uceleném seznamu majetku a příjmů tyrolských panovníků, Urbáři hraběte Meinharda II. z Tyrol-Görzu z doby kolem roku 1288. (Dva statky patřily benediktinskému opatství Ottobeuren). V roce 1293 byl opatství Stams připsán také komorní statek a v té době existoval také statek v Burgfriedenu a Schwaighof v Kühtai.
Ve vrcholném středověku se desátek platil také v naturáliích. Kühtai, ležící těsně pod rozvodím mezi údolími Sellrain a Nedertal v nadmořské výšce 2000 m, byl nejvýše položeným starým Schwaighofem v Tyrolsku a v roce 1288 musel kromě desátku ze všech ovcí odevzdat 300 kusů sýra. Počítáme-li na 100 litrů mléka asi 6 kg sýra a 2 kg másla, pak na výrobu 300 sýrových koleček bylo zapotřebí asi 5 000 litrů mléka.

### Silz jako sídlo správy
Historie obce Silz je úzce spjata s historií dvora hradu St. Petersberg. Hrad, postavený na kopci západně od Silzu, se po pohnuté a ne vždy jasné historii vlastnictví dostal koncem 13. století do rukou tyrolských hrabat a hrabě Menhard II. jej povýšil na dvorské sídlo, aby si zajistil své mocenské nároky v údolí Oberinntalu. Panovník nevykonával soudní pravomoci sám, ale nechal je vykonávat poručníky, kteří buď drželi hrad jako léno, nebo s ním mohli disponovat jako zástavní držitelé. Soudce úřadující na hradě St. Petersberg byl obdařen hrdelním právem. Stíhání a trestání závažných trestných činů spadalo do pravomoci tohoto hrdelního práva. Tresty, které uložil, mohly ohrozit život a zdraví. Ve farní kronice děkana Sparbera se totiž píše o popravě v Silzu, která byla vykonána 12. ledna 1742 na zloději a žháři stětím. Dosud se předpokládalo, že delikventi byli odvezeni na popraviště v Imstu.
St. Petersberský soud v podstatě zahrnoval obce spadající do působnosti dnešního soudního okresu Silz. Zvláštní postavení v této jurisdikci měl pouze klášter Stams, který měl vlastní soudní obvod a vykonával nižší soudní pravomoc nad nájemci usazenými v jejich Hofmarku.
Kromě výkonu spravedlnosti byl santpetersberský soudce zodpovědný také za politickou správu ve svém soudním obvodu. Mimo jiné byl také zodpovědný za vedení pozemkových knih, do nichž se zapisoval majetek pána dvora a daně poddaných. V době války musel také organizovat obranu země. V 17. století přenesl soudce na St. Petersbergu sídlo soudu do Silzu, ale to nic nezměnilo na tom, že jeho pravomoc byla stále odvozena od pána soudu, který držel petersberské panství.
Za bavorské vlády byly zrušeny patrimoniální soudy a soudní systém byl reorganizován. Dosavadní soudní okresy Petersberg, Hörtenberg a Stams byly výnosem bavorské královské vlády z 21. listopadu 1806 sloučeny a podřízeny okresnímu soudu v Telfsu. O tři roky později bavorská vláda rozhodla o zvýšení počtu okresních soudů. Okresní soud v Silzu byl jedním z pěti soudů nově zřízených usnesením bavorského krále Maxmiliána Josefa z 18. listopadu 1809. S výjimkou obcí Karres, Roppen a Rietz byly hranice tohoto soudního okresu totožné s hranicemi bývalého patrimoniálního soudu v St. Petersbergu.
Po skončení bavorské nadvlády byla patrimoniálním soudům navrácena jejich původní práva. Organizační patent z roku 1817 rovněž obnovil sanktpetersberský soud jako patrimoniální okresní soud v jeho starých hranicích. V té době měla obec Silz 1045 obyvatel a zemský soud 13 351 obyvatel.
Okresní soudy a okresní velitelství zřízené v roce 1850 měly krátkou životnost. Nařízením ministra vnitra a spravedlnosti z 26. října 1854, RGBl. 280/1854, vstoupily 30. listopadu 1854 v platnost smíšené okresní úřady v Tyrolsku a Vorarlbersku a současně došlo ke zrušení dosavadních okresních hejtmanství a soudů první instance. Silz byl jedním z celkem 18 okresních úřadů v okrese Innsbruck, který plnil úkoly státní správy a současně byl soudním orgánem první instance, přičemž správa a soudnictví byly v rámci úřadu do značné míry organizačně odděleny. Okresní úřad Silz však ztratil pravomoc v trestních věcech: Okresní úřad v Imstu byl určen jako vyšetřovací soud pro zločiny a přestupky, které se staly v okresech Imst, Silz, Landeck, Ried a Nauders. Zákonem z 11. června 1868 bylo stanoveno, že soudní záležitosti, které dosud vykonávaly smíšené okresní úřady, budou napříště vyřizovat okresní soudy. To znamenalo, že soudnictví a státní správa byly odděleny i na nejnižší státní úrovni.
Od roku 1920, kdy vstoupil v platnost spolkový ústavní zákon, působilo v Silzu sedm okresních soudců. Okresnímu soudu v Silzu v nedávné minulosti opakovaně hrozilo uzavření. Její uzavření se zatím nepodařilo, protože to neschválila tyrolská zemská vláda.

## Památky a turistické cíle

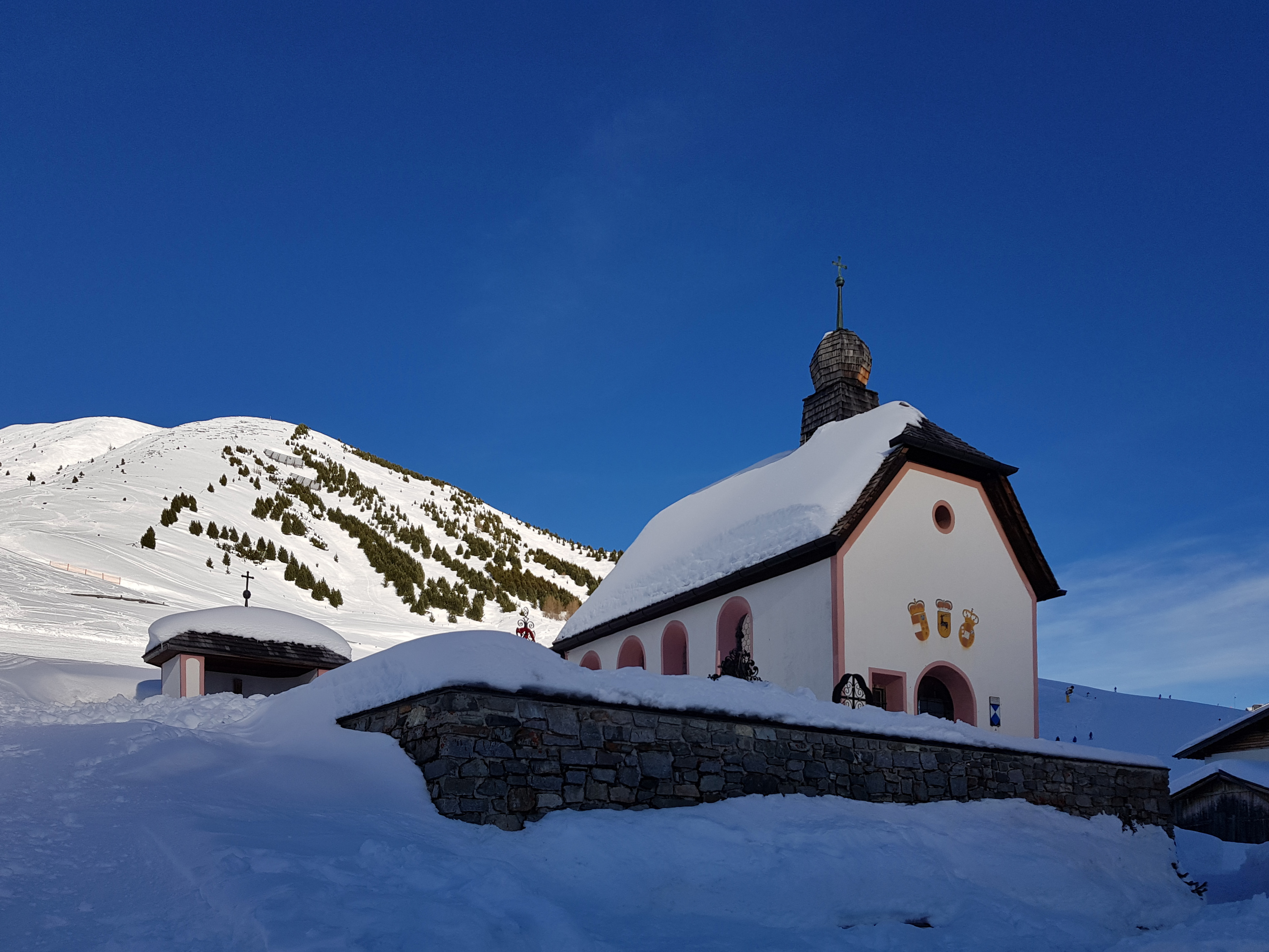
Dvorní kaple v Kühtai

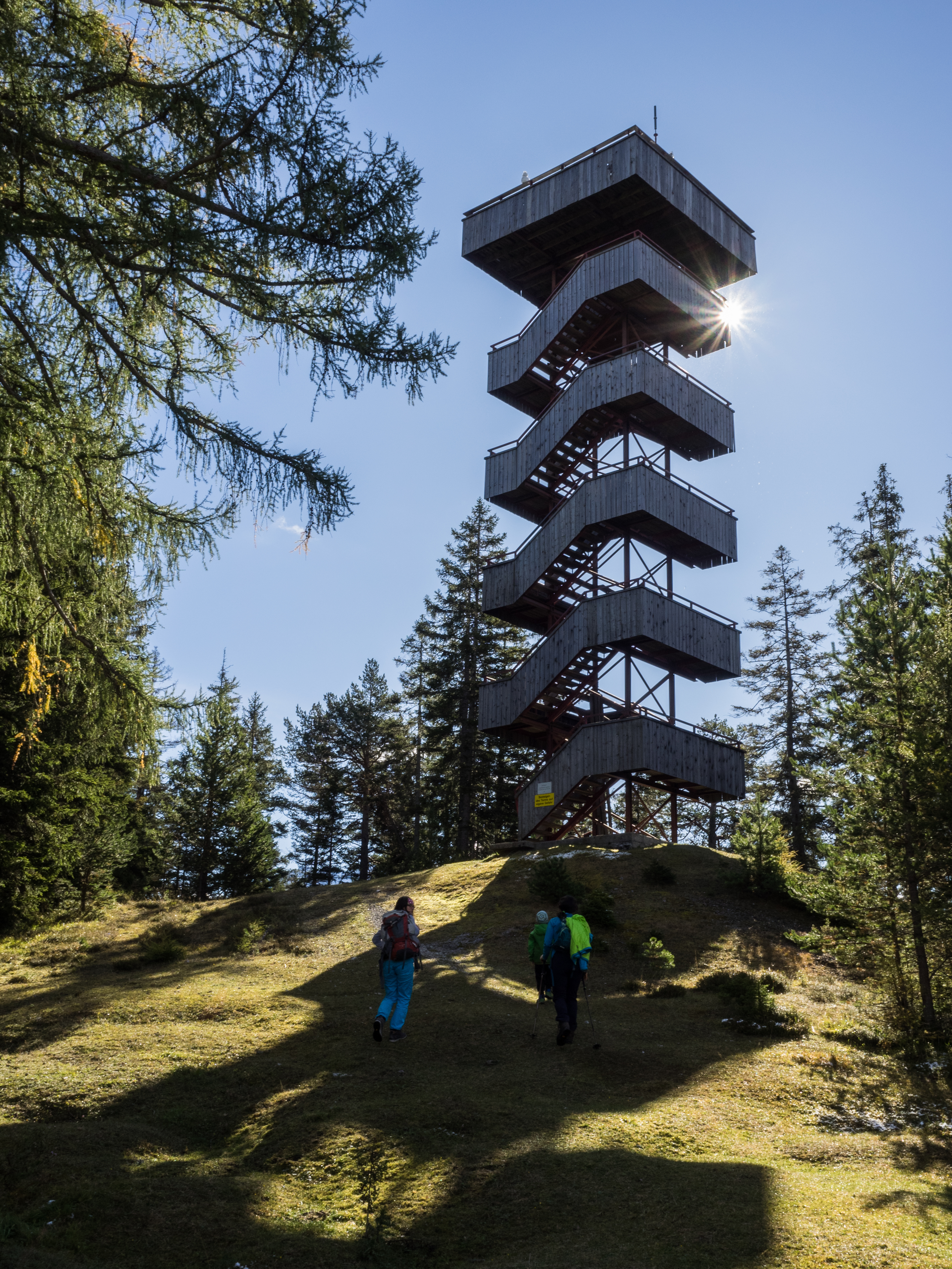
Rozhledna na Grünbergu

- Hrad St. Petersberg − románsko-gotická stavba ze 13.–14. století, západně od Silzu, sídlo Menharda II. Tyrolského; dochována i hradní kaple; na hradě sídlil klášter augustiniánů kanovníků, po roce 1949 sídlo sdružení katolických duchovních Andělské dílo
- Farní kostel sv. Petra a Pavla – trojlodní halová stavba novorománského stylu, postavena v letech 1846–1848 na místě staršího chrámu, založeného cisterciáky ze Stamsu; obraz Franze Hellwegera na hlavním oltáři: Apoteóza Panny Marie se svatými Bernardem z Clairvaux, Petrem a Pavlem
- Dvorní kaple sv. Martina loveckého zámečku v Kühtai – barokní kaple ze 2. poloviny 17. století, rozšířená v roce 1958; oltářní obrazy: Sv. Martin, Kristus v okovech, antependium s P. Marií a sv. Antonínem.[19]
- Ölberg (Olivetská hora)
- Rozhledna na Grünbergu – moderní ocelová konstrukce

## Osobnosti
- Arthur Wolkenstein-Rodenegg, (1837–1907), rakouský šlechtic, rodák z hradu Petersbergu, politik, alpinista a spisovatel
- Gebhard Gritsch (* 1956 Ailz), rakouský sportovní manažer, dřívější tenisový trenér Novaka Djokoviče

## Partnerská města
- Pozuzo, Peru